# Isla Yeye
La isla Yeye (en francés: île Yeye; en inglés: Yeye Island) es una isla del atolón Peros Banhos en el archipiélago de Chagos. Se trata de la isla de las Chagos que está más cerca de la nación insular de Maldivas al norte de la isla Petite Ile Coquillague y la Grande Ile Coquillague y al este de la isla Manoël. La isla está situada en la Reserva Natural Estricta del atolón Peros Banhos (Peros Banhos Atoll Strict Nature Reserve.).